# Shūko Aoyama
Shūko Aoyama (jap. 青山 修子, Aoyama Shūko; * 19. Dezember 1987 in Kanagawa) ist eine japanische Tennisspielerin.

## Karriere
Aoyama, die im Alter von neun Jahren mit dem Tennissport begann, bevorzugt laut ITF Rasenplätze.
Zu ihren größten Erfolgen zählen die drei Doppeltitel, die sie 2012, 2013 und 2014 jeweils beim WTA-Turnier in Washington gewann, sowie die Titelgewinne beim WTA-Turnier in Kuala Lumpur (2013) und beim Japan Women’s Open Tennis in Osaka (2014). Zudem gewann sie bei ITF-Turnieren bereits vier Einzel- und 30 Doppeltitel.
2013 erreichte sie in Wimbledon ihr erstes Halbfinale bei einem Grand-Slam-Turnier. An der Seite der Südafrikanerin Chanelle Scheepers unterlag sie dort der Paarung Hsieh Su-wei und Peng Shuai mit 4:6 und 3:6.
Aoyama spielt seit 2013 für die japanische Fed-Cup-Mannschaft; bislang hat sie im Fed Cup 15 Doppelpartien bestritten, von denen sie elf gewinnen konnte.

## Turniersiege

### Einzel
| Nr. | Datum            | Turnier       | Kategorie   | Belag     | Finalgegnerin | Ergebnis  |
| --- | ---------------- | ------------- | ----------- | --------- | ------------- | --------- |
| 1   | 13. Juni 2010    | Tokio         | ITF $10.000 | Hartplatz | Erika Takao   | 7:63, 6:3 |
| 2   | 27. Oktober 2013 | Hamamatsu (1) | ITF $25.000 | Rasen     | Eri Hozumi    | 7:64, 6:1 |
| 3   | 25. Oktober 2015 | Hamamatsu (2) | ITF $25.000 | Rasen     | Miyu Katō     | 6:2, 6:1  |
| 4.  | 23. Oktober 2016 | Hamamatsu (3) | ITF $25.000 | Teppich   | Xenija Lykina | 6:4, 6:4  |

### Doppel
| Nr. | Datum              | Turnier          | Kategorie         | Belag             | Partnerin          | Finalgegnerinnen                        | Ergebnis            |
| --- | ------------------ | ---------------- | ----------------- | ----------------- | ------------------ | --------------------------------------- | ------------------- |
| 1.  | 28. März 2009      | Kōfu (1)         | ITF $10.000       | Hartplatz         | Akari Inoue        | Maki Arai Miki Miyamura                 | 7:5, 3:6, [10:8]    |
| 2.  | 5. Juni 2010       | Komoro           | ITF $10.000       | Sand              | Maya Kato          | Kim Kun-hee Yu Min-Hwa                  | 2:6, 6:2, [11:9]    |
| 3.  | 12. Juni 2010      | Tokio            | ITF $10.000       | Hartplatz         | Akari Inoue        | Chang Kyung-mi Yoo Mi                   | 7:63, 6:0           |
| 4.  | 27. November 2010  | Toyota (1)       | ITF $75.000 +H    | Teppich (Halle)   | Rika Fujiwara      | Irina-Camelia Begu Mădălina Gojnea      | 1:6, 6:3, [11:9]    |
| 5.  | 15. Januar 2011    | Pingguo          | ITF $25.000       | Hartplatz         | Rika Fujiwara      | Liu Wanting Sun Shengnan                | 6:4, 6:3            |
| 6.  | 20. Februar 2011   | Surprise (1)     | ITF $25.000       | Hartplatz         | Remi Tezuka        | Mervana Jugić-Salkić Tetjana Luschanska | 6:3, 6:1            |
| 7.  | 26. März 2011      | Kunming          | ITF $25.000       | Hartplatz         | Rika Fujiwara      | Iryna Burjatschok Weronika Kapschaj     | 6:3, 6:2            |
| 8.  | 2. April 2011      | Wenshan          | ITF $50.000       | Hartplatz (Halle) | Rika Fujiwara      | Liang Chen Tian Ran                     | 6:4, 6:3            |
| 9.  | 7. Mai 2011        | Fukuoka (1)      | ITF $50.000       | Rasen             | Rika Fujiwara      | Aiko Nakamura Junri Namigata            | 7:63, 6:0           |
| 10. | 21. Mai 2011       | Karuizawa        | ITF $25.000       | Teppich           | Rika Fujiwara      | Natsumi Hamamura Ayumi Oka              | 6:4, 6:4            |
| 11. | 22. Oktober 2011   | Makinohara       | ITF $25.000       | Teppich           | Kotomi Takahata    | Junri Namigata Akiko Yonemura           | 6:2, 7:5            |
| 12. | 11. Februar 2012   | Launceston       | ITF $25.000       | Hartplatz         | Kotomi Takahata    | Hsieh Yu-chieh Zheng Saisai             | 6:4, 6:4            |
| 13. | 31. März 2012      | Bundaberg        | ITF $25.000       | Sand              | Junri Namigata     | Sacha Jones Sally Peers                 | 6:1, 7:5            |
| 14. | 28. Juli 2012      | Lexington        | ITF $50.000       | Hartplatz         | Xu Yifan           | Julia Glushko Olivia Rogowska           | 7:5, 6:74, [10:4]   |
| 15. | 3. August 2012     | Washington (1)   | WTA International | Hartplatz         | Chang Kai-chen     | Irina Falconi Chanelle Scheepers        | 7:5, 6:2            |
| 16. | 11. August 2012    | Bronx            | ITF $50.000       | Hartplatz         | Erika Sema         | Eri Hozumi Miki Miyamura                | 6:4, 7:64           |
| 17. | 15. September 2012 | Ningbo           | ITF $100.000 +H   | Hartplatz         | Chang Kai-chen     | Tetjana Luschanska Zheng Saisai         | 6:2, 7:5            |
| 18. | 27. Oktober 2012   | Hamamatsu (1)    | ITF $25.000       | Rasen             | Miki Miyamura      | Monique Adamczak Alexa Glatch           | 3:6, 6:4, [10:6]    |
| 19. | 2. Februar 2013    | Burnie           | ITF $25.000       | Hartplatz         | Erika Sema         | Bojana Bobusic Jessica Moore            | kampflos            |
| 20. | 3. März 2013       | Kuala Lumpur     | WTA International | Hartplatz         | Chang Kai-chen     | Janette Husárová Zhang Shuai            | 6:74, 7:64, [14:12] |
| 21. | 3. August 2013     | Washington (2)   | WTA International | Hartplatz         | Wera Duschewina    | Eugenie Bouchard Taylor Townsend        | 6:3, 6:3            |
| 22. | 26. Oktober 2013   | Hamamatsu (2)    | ITF $25.000       | Rasen             | Junri Namigata     | Belinda Bencic Sopia Schapatawa         | 6:4, 6:3            |
| 23. | 23. November 2013  | Toyota (2)       | ITF $75.000 +H    | Teppich (Halle)   | Misaki Doi         | Eri Hozumi Makoto Ninomiya              | 7:61, 2:6, [11:9]   |
| 24. | 22. Februar 2014   | Surprise (2)     | ITF $25.000       | Hartplatz         | Eri Hozumi         | Sanaz Marand Ashley Weinhold            | 6:3, 7:5            |
| 25. | 10. Mai 2014       | Fukuoka (2)      | ITF $50.000       | Rasen             | Eri Hozumi         | Naomi Broady Eleni Daniilidou           | 6:3, 6:4            |
| 26. | 3. August 2014     | Washington (3)   | WTA International | Hartplatz         | Gabriela Dabrowski | Hiroki Kuwata Kurumi Nara               | 6:1, 6:2            |
| 27. | 12. Oktober 2014   | Osaka            | WTA International | Hartplatz         | Renata Voráčová    | Lara Arruabarrena Vecino Tatjana Maria  | 6:1, 6:2            |
| 28. | 31. Oktober 2015   | Nanjing          | ITF $100.000      | Hartplatz         | Eri Hozumi         | Chan Chin-wei Zhang Kailin              | 7:5, 6:77, [10:7]   |
| 29. | 21. November 2015  | Tokio            | ITF $100.000      | Hartplatz         | Makoto Ninomiya    | Eri Hozumi Kurumi Nara                  | 3:6, 6:2, [10:7]    |
| 30. | 26. März 2016      | Quanzhou         | ITF $50.000       | Hartplatz         | Makoto Ninomiya    | Lu Jingjing Zhang Yuxuan                | 6:3, 6:0            |
| 31. | 1. April 2016      | Kōfu (2)         | ITF $25.000       | Hartplatz         | Erina Hayashi      | Kanae Hisami Kotomi Takahata            | 7:5, 7:5            |
| 32. | 15. April 2016     | Shenzhen         | ITF $50.000       | Hartplatz         | Makoto Ninomiya    | Liang Chen Wang Yafan                   | 7:65, 6:4           |
| 33. | 29. Juli 2016      | Wuhan            | ITF $50.000       | Hartplatz         | Makoto Ninomiya    | Chang Kai-chen Duan Yingying            | 6:4, 6:4            |
| 34. | 18. September 2016 | Tokio (1)        | WTA International | Hartplatz         | Makoto Ninomiya    | Jocelyn Rae Anna Smith                  | 6:3, 6:3            |
| 35. | 1. Juli 2017       | Southsea         | ITF $100.000 +H   | Rasen             | Yang Zhaoxuan      | Viktorija Golubic Ljudmyla Kitschenok   | 6:77, 6:3, [10:8]   |
| 36. | 5. August 2017     | Washington (4)   | WTA International | Hartplatz         | Renata Voráčová    | Eugenie Bouchard Sloane Stephens        | 6:3, 6:2            |
| 37. | 16. September 2017 | Tokio (2)        | WTA International | Hartplatz         | Yang Zhaoxuan      | Monique Adamczak Storm Sanders          | 6:0, 2:6, [10:5]    |
| 38. | 10. November 2018  | Shenzhen         | ITF $100.000      | Hartplatz         | Yang Zhaoxuan      | Choi Ji-hee Luksika Kumkhum             | 6:2, 6:3            |
| 39. | 16. Juni 2019      | ’s-Hertogenbosch | WTA International | Rasen             | Aleksandra Krunić  | Lesley Kerkhove Bibiane Schoofs         | 7:5, 6:3            |
| 40. | 12. Oktober 2019   | Tianjin          | WTA International | Hartplatz         | Ena Shibahara      | Nao Hibino Miyu Katō                    | 6:3, 7:5            |
| 41. | 19. Oktober 2019   | Moskau           | WTA Premier       | Hartplatz (Halle) | Ena Shibahara      | Kirsten Flipkens Bethanie Mattek-Sands  | 6:2, 6:1            |
| 42. | 16. Februar 2020   | St. Petersburg   | WTA Premier       | Hartplatz (Halle) | Ena Shibahara      | Kaitlyn Christian Alexa Guarachi        | 4:6, 6:0, [10:3]    |
| 43. | 13. Januar 2021    | Abu Dhabi        | WTA 500           | Hartplatz         | Ena Shibahara      | Hayley Carter Luisa Stefani             | 7:65, 6:4           |
| 44. | 6. Februar 2021    | Melbourne        | WTA 500           | Hartplatz         | Ena Shibahara      | Anna Kalinskaja Viktória Kužmová        | 6:3, 6:4            |
| 45. | 4. April 2021      | Miami            | WTA 1000          | Hartplatz         | Ena Shibahara      | Hayley Carter Luisa Stefani             | 6:2, 7:5            |
| 46. | 26. Juni 2021      | Eastbourne       | WTA 500           | Rasen             | Ena Shibahara      | Nicole Melichar Demi Schuurs            | 6:1, 6:4            |
| 47. | 28. August 2021    | Cleveland        | WTA 250           | Hartplatz         | Ena Shibahara      | Sania Mirza Christina McHale            | 7:5, 6:3            |
| 48. | 17. Juni 2023      | ’s-Hertogenbosch | WTA 250           | Rasen             | Ena Shibahara      | Viktória Hrunčáková Tereza Mihalíková   | 6:3, 6:3            |
| 49. | 13. August 2023    | Montreal         | WTA 1000          | Hartplatz         | Ena Shibahara      | Desirae Krawczyk Demi Schuurs           | 6:4, 4:6, [13:11]   |
| 50. | 27. Oktober 2024   | Tokio            | WTA 500           | Hartplatz         | Eri Hozumi         | Ena Shibahara Laura Siegemund           | 6:4, 7:63           |

## Abschneiden bei Grand-Slam-Turnieren

### Doppel
| Turnier         | 2011 | 2012 | 2013 | 2014 | 2015 | 2016 | 2017 | 2018 | 2019 | 2020 | 2021 | 2022 | 2023 | 2024 | 2025 | Karriere |
| --------------- | ---- | ---- | ---- | ---- | ---- | ---- | ---- | ---- | ---- | ---- | ---- | ---- | ---- | ---- | ---- | -------- |
| Australian Open | —    | —    | 2    | 1    | 1    | 1    | 1    | AF   | 2    | AF   | VF   | HF   | F    | 2    | 2    | F        |
| French Open     | —    | —    | 1    | 2    | 1    | —    | 1    | 1    | 1    | VF   | 2    | 1    | 2    | 1    | 2    | VF       |
| Wimbledon       | 1    | —    | HF   | AF   | 1    | 2    | 2    | 2    | 2    |      | HF   | VF   | 1    | 1    | 1    | HF       |
| US Open         | 1    | —    | 1    | 1    | 1    | 1    | AF   | 2    | 2    | AF   | AF   | AF   | 1    | 1    |      | AF       |